# Оптимисти
Оптимисти (на руски: Оптимисты) е руски исторически драматичен сериал на Алексей Попогребски.
Премиерата на 13-серийния сезон на сериала се състои на руския телевизионен канал „Русия 1“ на 24 април 2017 г.
През септември 2019 г. започват снимките на втория сезон. Премиерата е планирана през 2021 г.
В сериала участват Владимир Вдовиченков, Северия Янушаускайте, Артьом Бистров, Егор Корешков, Ринал Мухаметов, Анатоли Бели и Евгения Брик.

## В България
През 2019 г. сериалът започва първоначално по БНТ 1 с български дублаж, направен от Продуцентско направление „Чужди програми“.
На 3 февруари 2021 г. се излъчва повторно по същата телевизия, всеки делник от 22:00 ч.
Ролите се озвучават от Ани Василева, Таня Димитрова, Виктор Танев, Николай Николов и Васил Бинев.